# Phân bộ Châu chấu
Phân bộ Châu chấu là một đại diện thuộc lớp sâu bọ, ăn lá, với danh pháp khoa học là Caelifera thuộc bộ Cánh thẳng (Orthoptera). Trong tiếng Việt, thông thường người ta phân biệt các loài bằng hai tên gọi phổ biến nhất là châu chấu và cào cào (ngoại trừ họ Tridactylidae có bề ngoài khá giống với dế trũi, hay sống ở những nơi đất ẩm, gần ao hồ), tùy theo hình dáng bề ngoài của phần đầu là bằng hay nhọn, trong đó một số vùng gọi các loài đầu bằng là châu chấu và các loài đầu nhọn là cào cào trong khi ở một số vùng khác thì ngược lại. Tuy nhiên, đầu nhọn hay đầu bằng không là một đặc điểm để phân loại trong khoa học và vì thế trong một đơn vị phân loại cụ thể nào đó có thể có cả châu chấu lẫn cào cào. Tại nhiều khu vực trên thế giới như một số Quốc gia nghèo đói tại châu Phi, châu chấu còn là nguồn thực phẩm cung cấp nhiều protein. Tuy nhiên, việc tiêu thụ châu chấu cần thận trọng, do chúng có thể chứa sán dây (lớp Cestoda).

## Đặc trưng

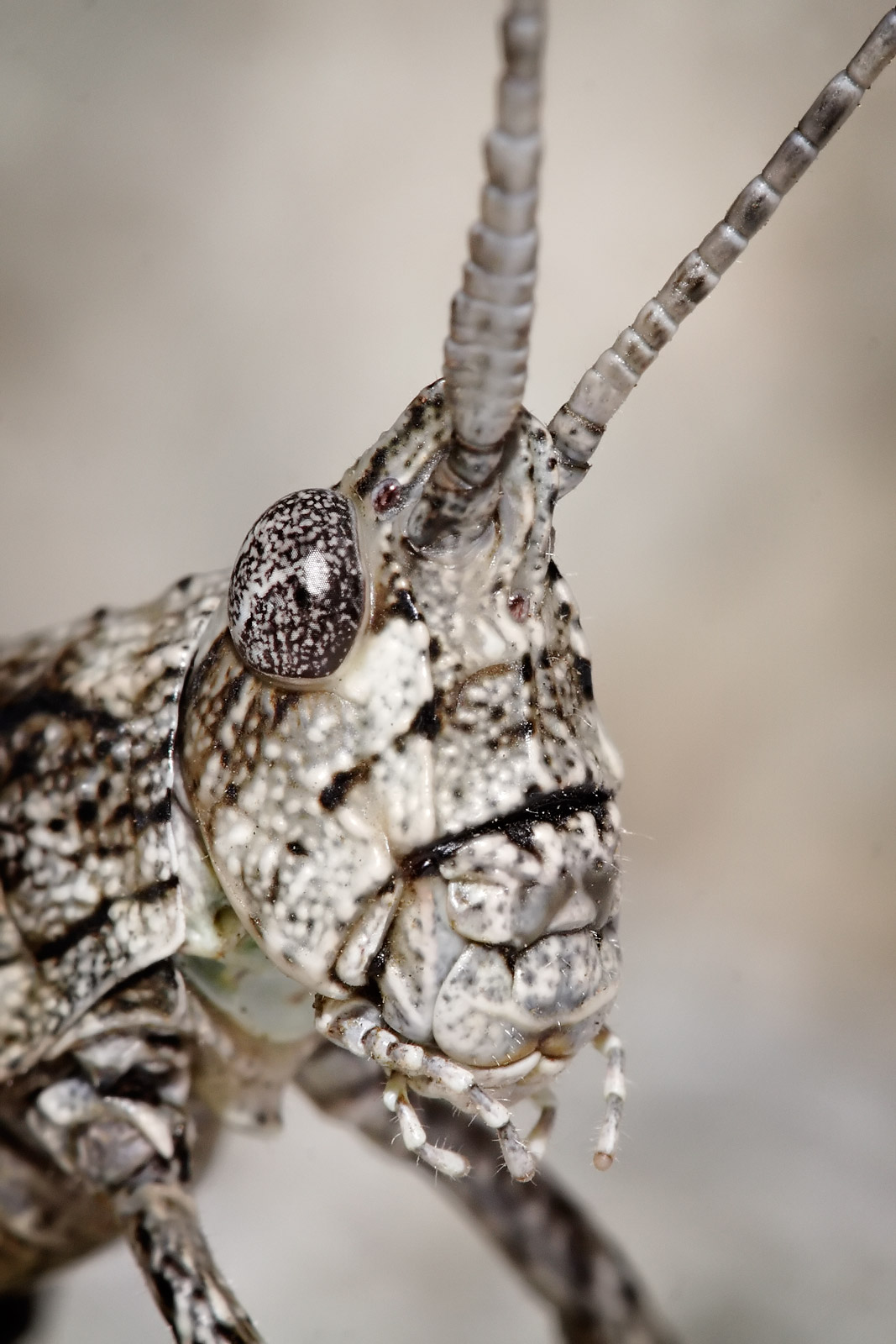
Hình chụp gần phần đầu của Coryphistes ruricola.

Châu chấu có các râu gần như luôn luôn ngắn hơn phần thân (đôi khi có nhiều sợi nhỏ), cũng như cơ quan đẻ trứng ngắn. Những loài nào phát ra các âm thanh dễ dàng nghe thấy thì thông thường thực hiện điều này bằng cách cọ xát các xương đùi sau vào các cánh trước hay bụng, hoặc bằng cách bật tanh tách các cánh khi bay. Các màng thính giác, nằm ở các bên của đoạn bụng thứ nhất. Các xương đùi sau thông thường dài và to khỏe, thích hợp để nhảy. Nói chung, châu chấu có cánh, nhưng các cánh sau giống như màng trong khi các cánh trước thì dai và không phù hợp để bay. Châu chấu cái thường to hơn châu chấu đực, với cơ quan đẻ trứng ngắn.
Châu chấu cũng dễ bị nhầm lẫn với các loài muỗm trong phân bộ còn lại của Orthoptera là Ensifera (bao gồm các loài dế và muỗm), nhưng chúng khác nhau ở nhiều khía cạnh, chẳng hạn như số các đốt trong râu của chúng và cấu trúc của cơ quan đẻ trứng, cũng như vị trí của màng thính giác và phương thức phát ra âm thanh. Các loài dế, muỗm có các râu có ít nhất 30 đốt, còn các loài châu chấu có ít hơn. Theo quan điểm tiến hóa thì Caelifera và Ensifera tách ra không sớm hơn ranh giới giữa kỷ Permi-kỷ Trias (Zeuner 1939), nghĩa là không sớm hơn 250 triệu năm trước).

## Sự đa dạng và phân bố
Các ước tính gần đây (Kevan 1982; Günther, 1980, 1992; Otte 1994-1995; một số tài liệu khác sau này) chỉ ra rằng có khoảng 2 400 chi và khoảng hơn 20 000 loài hợp lệ đã được miêu tả cho tới nay là thuộc về phân bộ này. Tuy nhiên, còn nhiều loài chưa được miêu tả có lẽ cũng tồn tại, đặc biệt là trong các rừng mưa nhiệt đới. Phân bộ Caelifera chủ yếu phân bổ ở khu vực nhiệt đới nhưng phần lớn các siêu họ thì phân bổ rộng khắp thế giới.

## Các họ
Các loài trong phân bộ Caelifera chủ yếu thuộc về 5 họ chính sau đây: 
- Acrididae (châu chấu, cào cào đồng cùng các loài châu chấu di chuyển thành bầy)
- Eumastacidae (châu chấu khỉ)
- Tanaoceridae
- Tetrigidae (châu chấu lùn)
- Tridactylidae (dế dũi lùn)

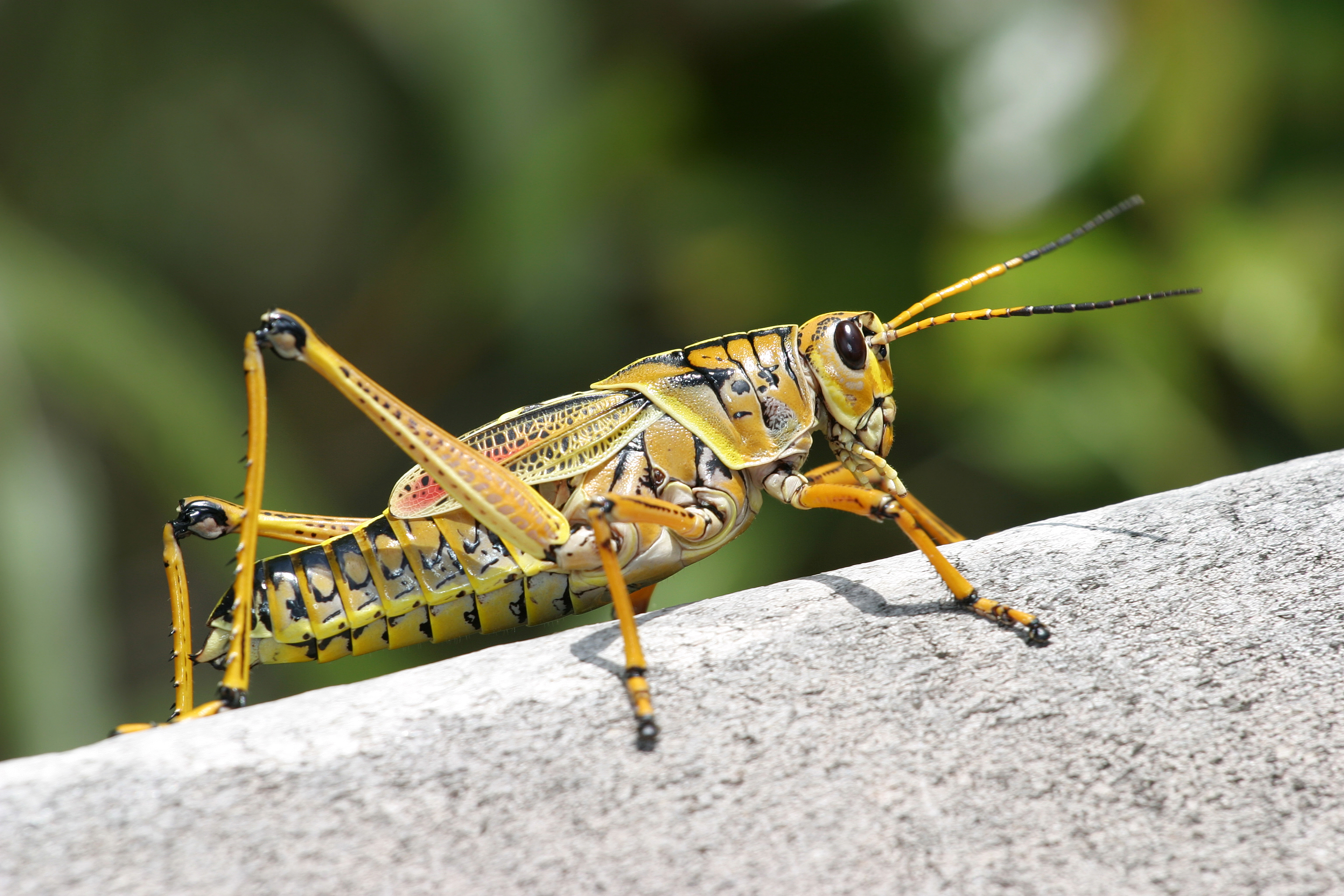
Romalea guttata

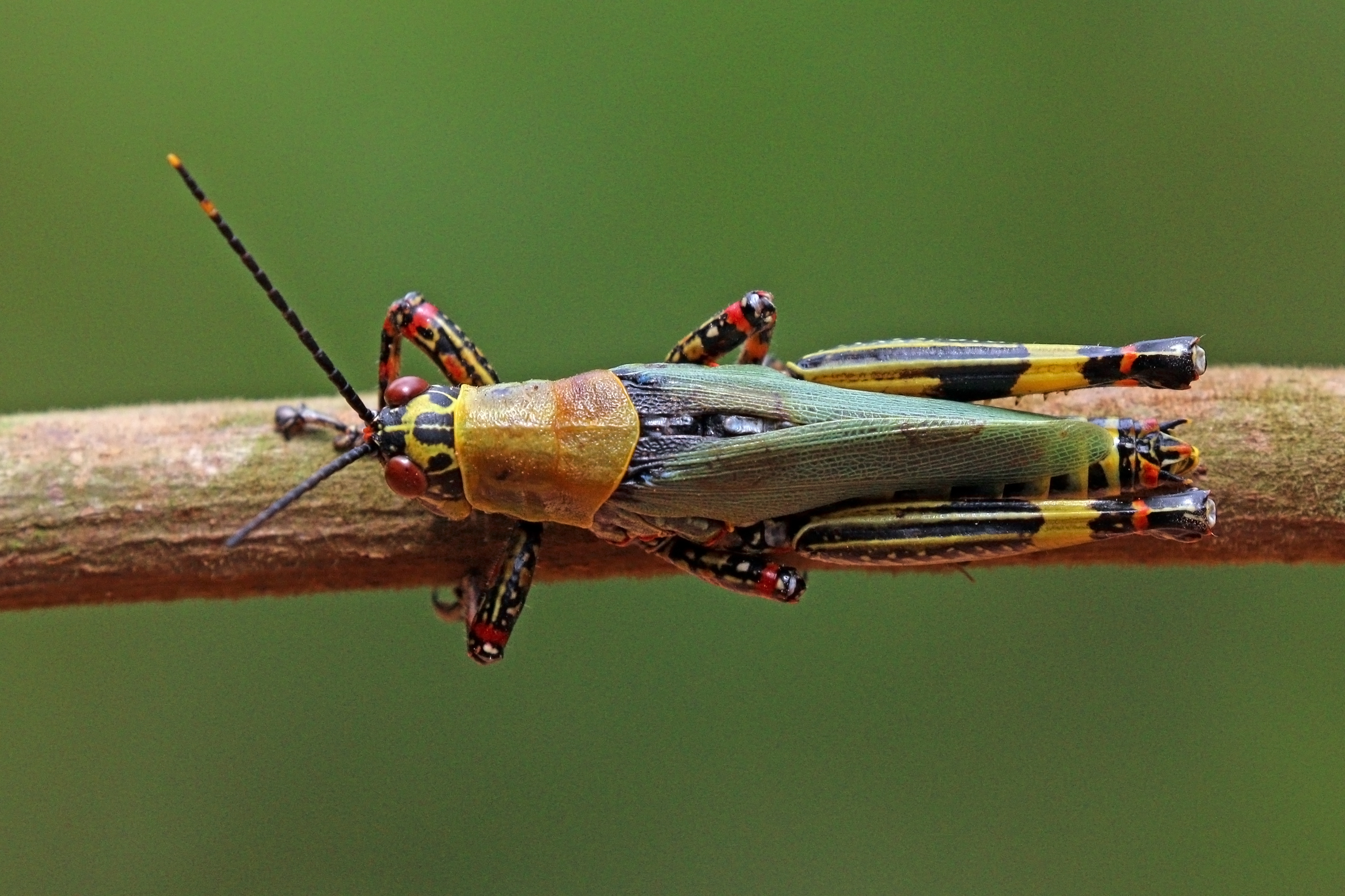
Zonocerus variegatus

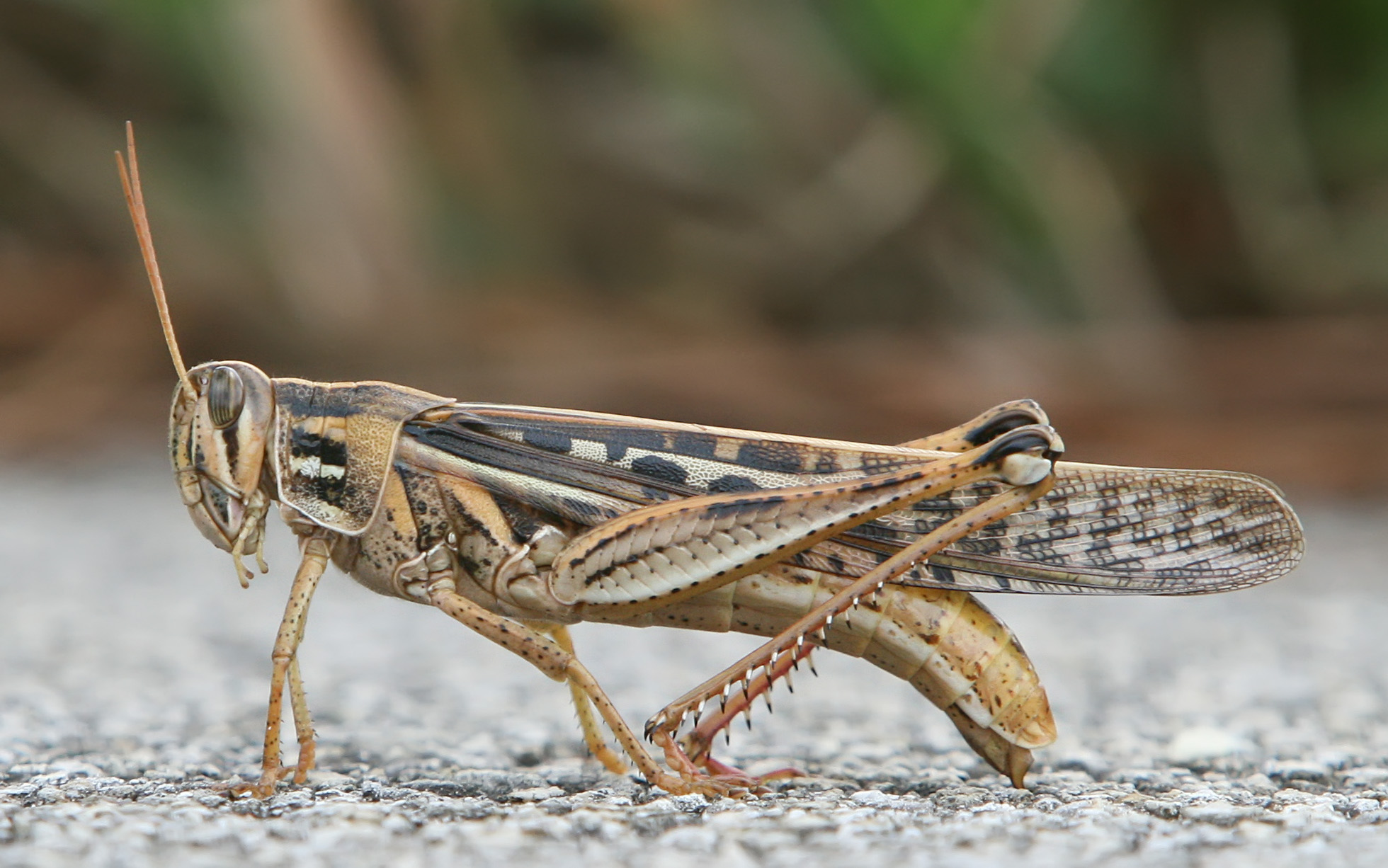
Châu chấu Mỹ

Họ lớn nhất là Acrididae, bao gồm khoảng 10.000 loài. Đặc trưng của họ này là các râu ngắn và to, với giải phẫu tương đối không biến đổi; thông thường chúng trông nổi bật hơn các họ khác trong phân bộ Caelifera, do các cánh và chân của châu chấu trưởng thành phát triển rất tốt và sáng màu. Họ Acrididae cũng bao gồm nhiều loài có tập tính di chuyển thành bầy lớn, gây ra các thiệt hại lớn cho cây trồng nói riêng và cho thảm thực vật nói chung, như:
1. Locusta migratoria: Châu chấu di cư
2. Nomadracis septemfasciata: Châu chấu đỏ
3. Chortoicetes terminifera: Châu chấu Australia
4. Schistocerca americana: Châu chấu sa mạc Bắc Mỹ
5. Schistocerca gregaria: Châu chấu sa mạc.
6. Melanoplus spretus: Châu chấu núi Rocky.

Thông thường chúng đẻ trứng trong đất với các chất xốp bao quanh trứng để bảo vệ chúng trong quá trình trứng được ấp; số lượng trứng đẻ mỗi lần khoảng 400-500 quả.

## Đặc điểm sinh học

Giải phẫu đơn giản hóa của châu chấu

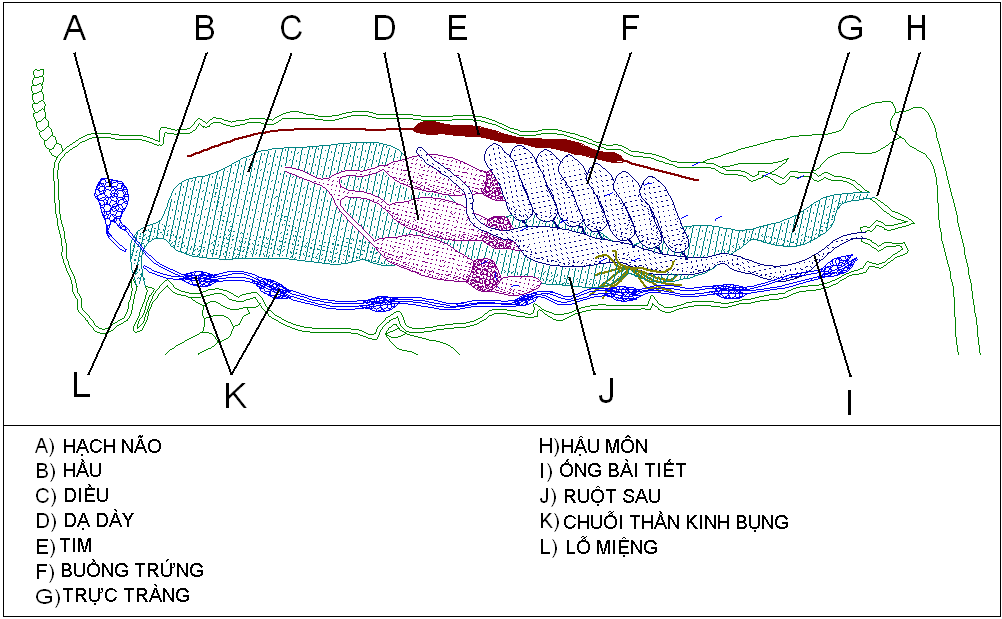
Cấu tạo trong của loài châu chấu

Cấu trúc phần miệng châu chấu

### Tiêu hóa, bài tiết

#### Tiêu hóa
Hệ tiêu hóa của châu chấu bao gồm ruột trước, ruột sau và ruột giữa. Miệng dẫn tới họng và thông qua thực quản tới diều. Nó tuôn vào ruột giữa, và dẫn tới hệ thống ống Malpighi. Chúng là các cơ quan bài tiết chính. Ruột sau bao gồm ruột hồi và ruột thẳng (trực tràng), và đi vào hậu môn. Phần lớn thức ăn được xử lý tại ruột giữa, nhưng một vài phần còn lại cũng như các chất thải từ hệ thống ống Malpighi được xử lý tiếp tại ruột sau. Các chất thải bao gồm chủ yếu là axít uric, urê và một số amino acid, và thông thường chúng được chuyển hóa thành các viên phân khô nhỏ trước khi thải ra ngoài.

#### Bài tiết
Các tuyến nước bọt và ruột giữa tiết ra các enzym tiêu hóa. Ruột giữa tiết ra proteaza, lipaza, amylaza, invertaza, cùng một vài enzym khác. Ezym cụ thể nào được tiết ra phụ thuộc vào loại thức ăn của châu chấu.

### Hệ thần kinh
Hệ thần kinh của châu chấu được kiểm soát bằng các hạch (các nhóm lỏng lẻo của các tế bào thần kinh, được tìm thấy ở phần lớn các loài tiến hóa hơn các động vật ruột khoang (Cnidaria)). Ở châu chấu, có các hạch trong mỗi đoạn cũng như một tập hợp lớn hơn ở đầu, có thể được coi như là não bộ. Chúng cũng có bó dây thần kinh ở trung tâm, thông qua đó mọi kênh hạch được truyền tín hiệu. Các giác quan (nơron giác quan) được tìm thấy gần bên ngoài cơ thể bao gồm các sợi lông nhỏ (lông giác quan), bao gồm một tế bào giác quan và một sợi dây thần kinh, chúng được định hướng chuyên biệt hóa để phản ứng lại với một kiểu kích thích nào đó. Trong khi các lông giác quan được tìm thấy trên toàn bộ cơ thể thì chúng chủ yếu tập trung tại các râu, các tua cảm (một phần của miệng), và các phần phụ nhô ra cận kề cơ quan đẻ trứng (gần phần đuôi). Châu chấu cũng có các cơ quan màng thính giác để tiếp nhận âm thanh. Tất cả các cơ quan này cùng các lông giác quan được liên kết tới não thông qua các bó dây thần kinh.

### Sinh sản

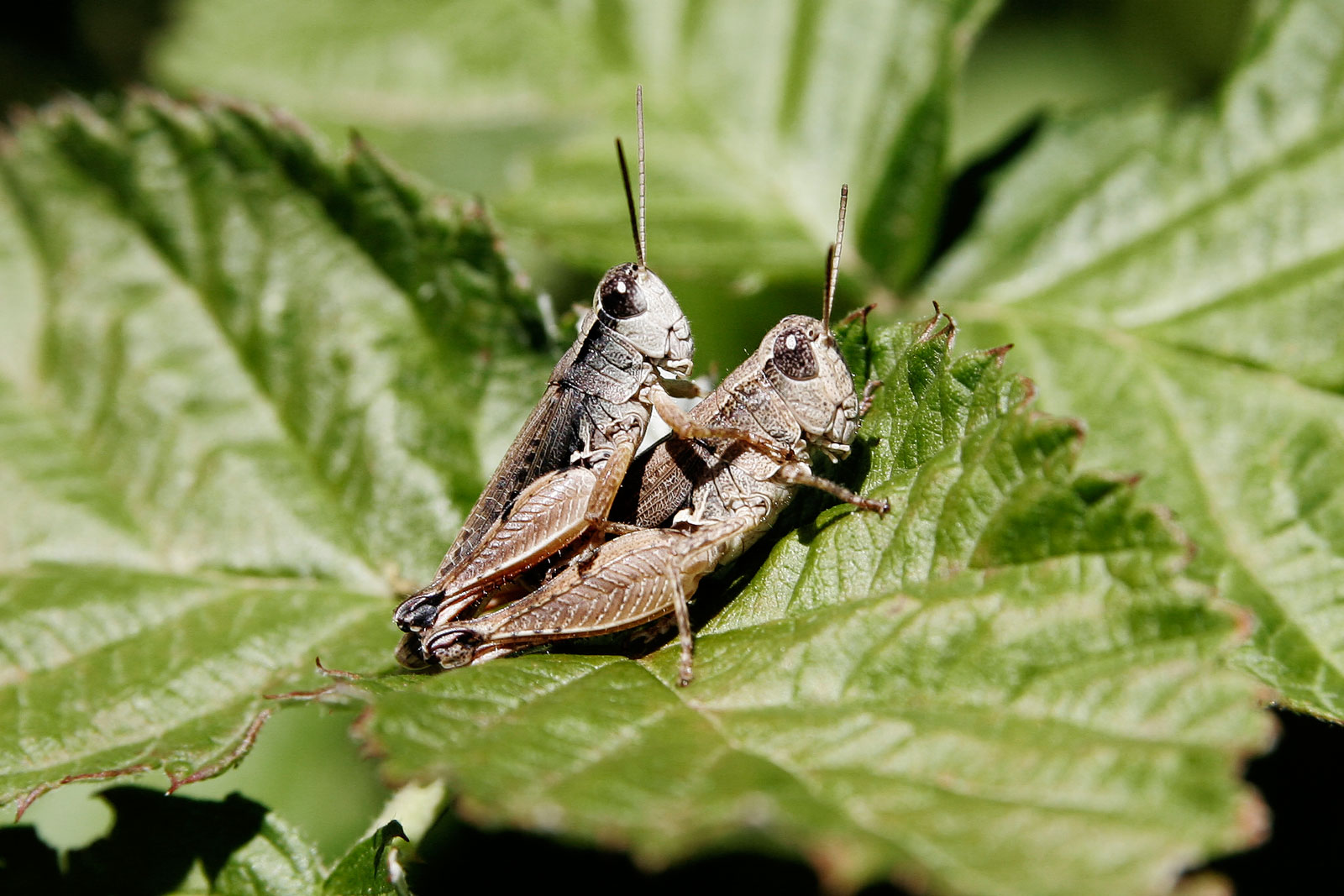
Một đôi châu chấu đang giao phối

Hệ thống sinh sản của châu chấu bao gồm các tuyến sinh dục, từ các ống đưa các sản phẩm sinh dục ra bên ngoài, cùng các tuyến phụ trợ. Ở con đực, tinh hoàn bao gồm một số nang giữ khoang chứa tinh trùng khi chúng trưởng thành rồi tạo ra các tinh trùng thuôn dài. Sau khi chúng được giải phóng thành chùm thì các tinh trùng này tích lũy trong bọng (vesicula seminalis).
Ở con cái, mỗi buồng trứng bao gồm vài ống trứng. Các ống trứng này tụ lại trong hai vòi trứng nhỏ, chúng hợp thành một vòi trứng chung để chuyên chở các trứng đã chín. Mỗi ống trứng bao gồm một germanium (một khối các tế bào tạo ra các tế bào noãn, tế bào nuôi dưỡng cùng các tế bào nang) cùng một loạt các nang. Các tế bào nuôi dưỡng noãn bào trong các giai đoạn đầu của sự phát triển, còn các tế bào nang cung cấp vật liệu cho noãn hoàn và làm vỏ trứng (màng đệm).

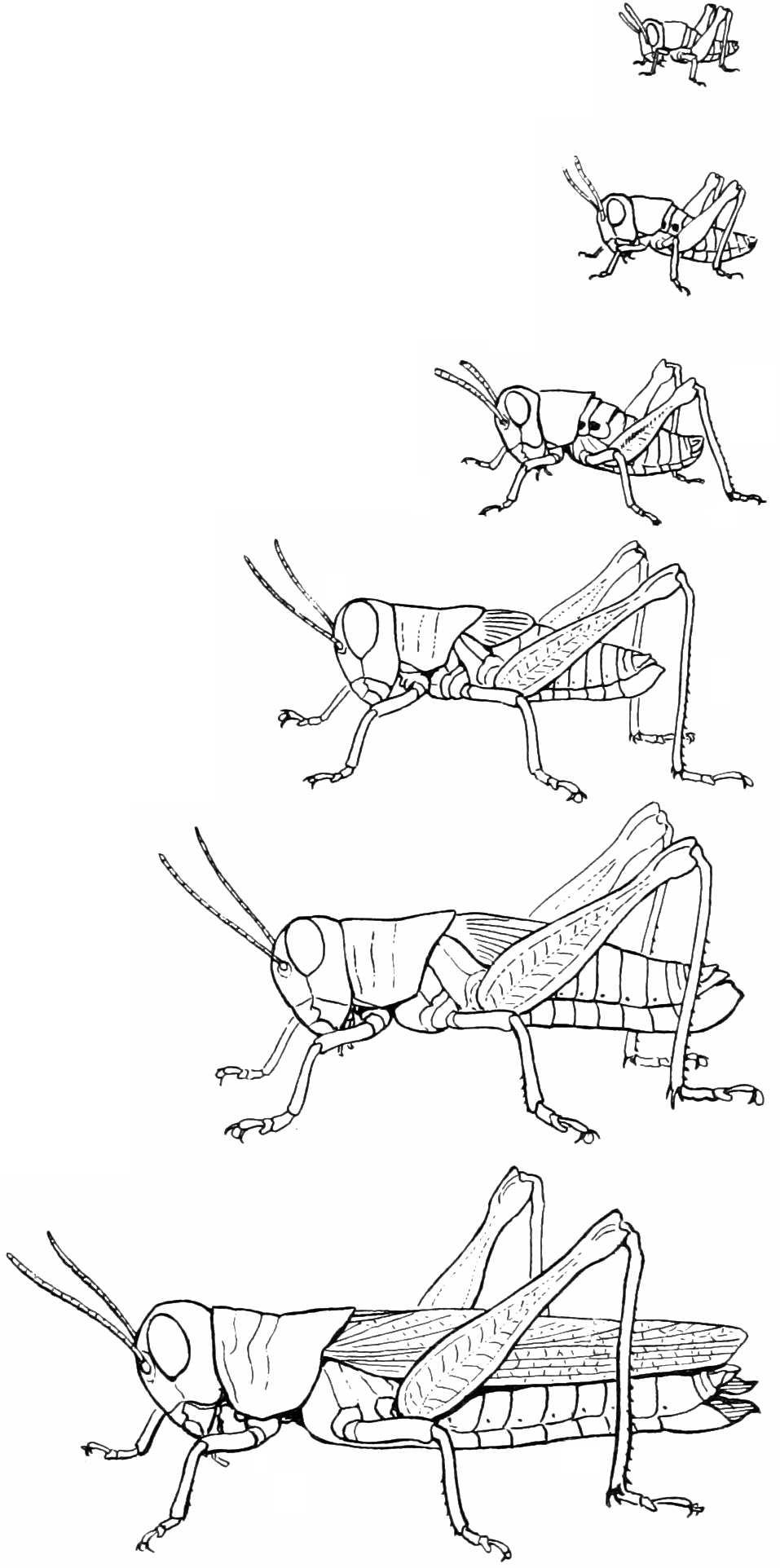
Sáu giai đoạn phát triển của châu chấu, từ ấu trùng mới sinh ra tới khi trưởng thành. (Melanoplus sanguinipes)

Trong quá trình giao phối, châu chấu đực phóng tinh trùng vào âm đạo thông qua dương cụ (thể giao cấu) của nó (cơ quan sinh sản của con đực), và chèn bó sinh tinh của nó, một gói chứa tinh trùng, vào trong cơ quan sinh sản của con cái. Tinh trùng tiến tới trứng thông qua các ống nhỏ gọi là các vi lỗ của noãn. Con cái sau đó đẻ túi trứng đã thụ tinh, sử dụng cơ quan đẻ trứng của nó cùng bụng để đưa trứng xuống sâu dưới mặt đất 2–5 cm (1-2 inch), mặc dù chúng cũng có thể đẻ trứng trong các rễ cây hay trong các bãi phân.
Mỗi túi trứng chứa vài chục trứng bó chặt nhau, trông giống như các hạt gạo nhỏ và mỏng. Trứng nằm trong lòng đất suốt cả mùa đông, và nở ra khi thời tiết đủ ấm. Ở khu vực ôn đới, nhiều loài châu chấu phần lớn thời gian ở dạng trứng trong các tháng lạnh lẽo (tới 9 tháng) còn giai đoạn hoạt động (con non và trưởng thành) chỉ chiếm khoảng 3 tháng. Con non mới nở đầu tiên sẽ đào đường hầm để chui lên mặt đất, và các con non còn lại theo sau. Châu chấu lớn lên qua các giai đoạn để cuối cùng có kích thước và cánh lớn hơn. Sự phát triển này được gọi là biến thái không hoàn toàn do con non rất giống với châu chấu trưởng thành.

### Tuần hoàn và hô hấp

#### Tuần hoàn

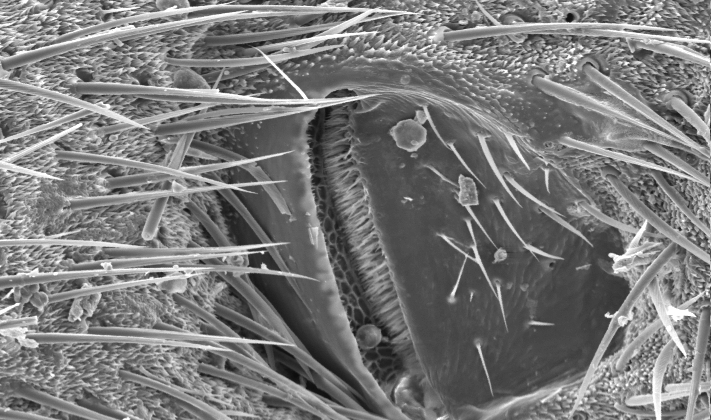
Hình ảnh chụp từ kính hiển vi điện tử quét (SEM) của lỗ thở.

Châu chấu có hệ tuần hoàn mở, với phần lớn chất lỏng trong cơ thể (hemolymph) chứa đầy các khoang và các phần phụ trong cơ thể. Một cơ quan khép kín, mạch ở lưng, kéo dài từ đầu thông qua phần ngực tới phần đuôi. Nó là một ống liên tục với 2 khu vực - tim, nằm tròng khoang bụng, và động mạch chủ, kéo dài từ tim tới đầu và đi qua phần ngực. Cấu tạo rất đơn giản, tim hình ống gồm nhiều ngăn ở mạch lưng. Hemolymph được bơm về phía trước từ phần đuôi và các phần hông thông qua một loạt các khoang có van, mỗi khoang này chứa một cặp khe hở bên (ostia). Hemolymph tiếp tục theo động mạch chủ và được đổ ra ở phần trước của đầu. Các bơm phụ trợ đem hemolymph thông qua các tĩnh mạch cánh và dọc theo chân cùng râu trước khi chảy ngược trở lại bụng. Hemolymph vận chuyển các chất dinh dưỡng trong cơ thể và đem các chất thải trao đổi chất tới các ống Malphighi để bài tiết. Do nó không chuyên chở oxy, nên "máu" châu chấu có màu nâu nhạt.

#### Hô hấp
Hô hấp được thực hiện bằng cách sử dụng các khí quản, là các ống chứa đầy không khí, mở tại bề mặt phần ngực và bụng thông qua các cặp lỗ thở. Các van lỗ thở chỉ mở để cho phép trao đổi oxy và dioxide cacbon. Các vi khí quản, tìm thấy ở phần cuối của các ống khí quản, kết nối với các tế bào và chuyên chở oxy đi khắp cơ thể.

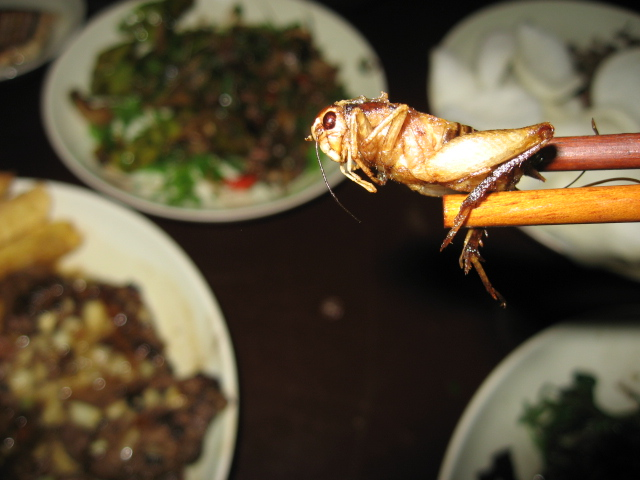
Món châu chấu rang

## Họa châu chấu
Các loài châu chấu di chuyển thành bầy là một số loài châu chấu râu ngắn trong họ Acrididae, đôi khi tạo thành các bầy rất lớn; chúng di chuyển theo cách thức có sự phối hợp (nhiều hay ít) và có chúng di chuyển tới đâu thì cây cối tại đó bị hủy diệt rất nhiều. Vì thế những loài này có hai pha: đơn độc và sống thành bầy. Chúng có khả năng thay đổi màu sắc và hành vi khi mật độ quần thể là lớn và có thể gây ra những tổn thất nặng nề cho cây trồng. Các loài này bao gồm Schistocerca gregaria, Locusta migratoria ở châu Phi và Trung Đông, Schistocerca piceifrons ở Trung Mỹ. Các loài châu chấu khác bị coi là loài gây hại (mặc dù không thay đổi màu sắc khi tạo thành bầy) còn có các loài trong chi Melanoplus (như M. bivittatus, M. femurrubrum và M. differentialis) và Camnula pellucida ở Bắc Mỹ; Brachystola magna và Sphenarium purpurascens ở miền bắc và miền trung Mexico; hay các loài trong chi Rhammatocerus ở Nam Mỹ.

## Hình ảnh

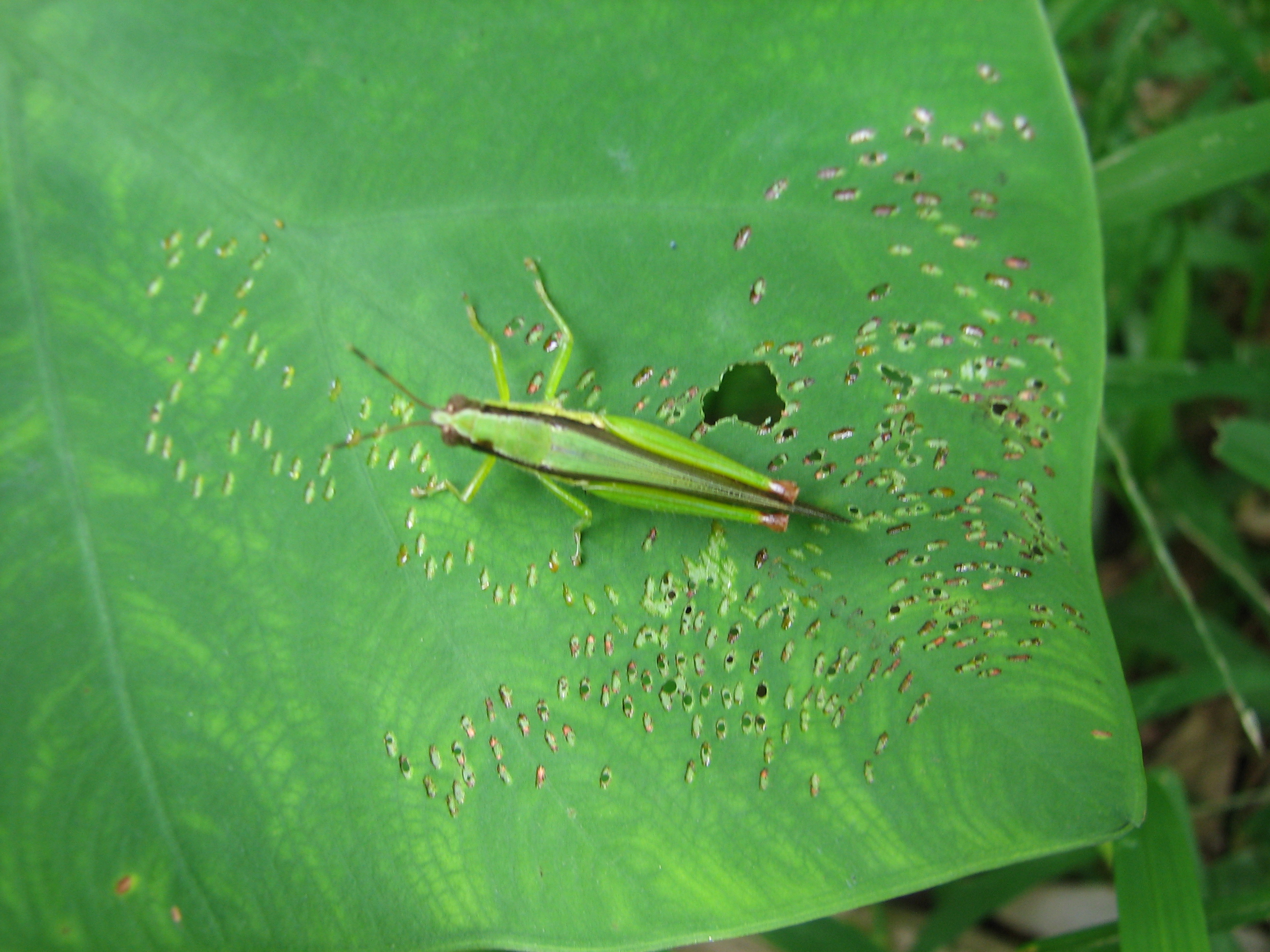
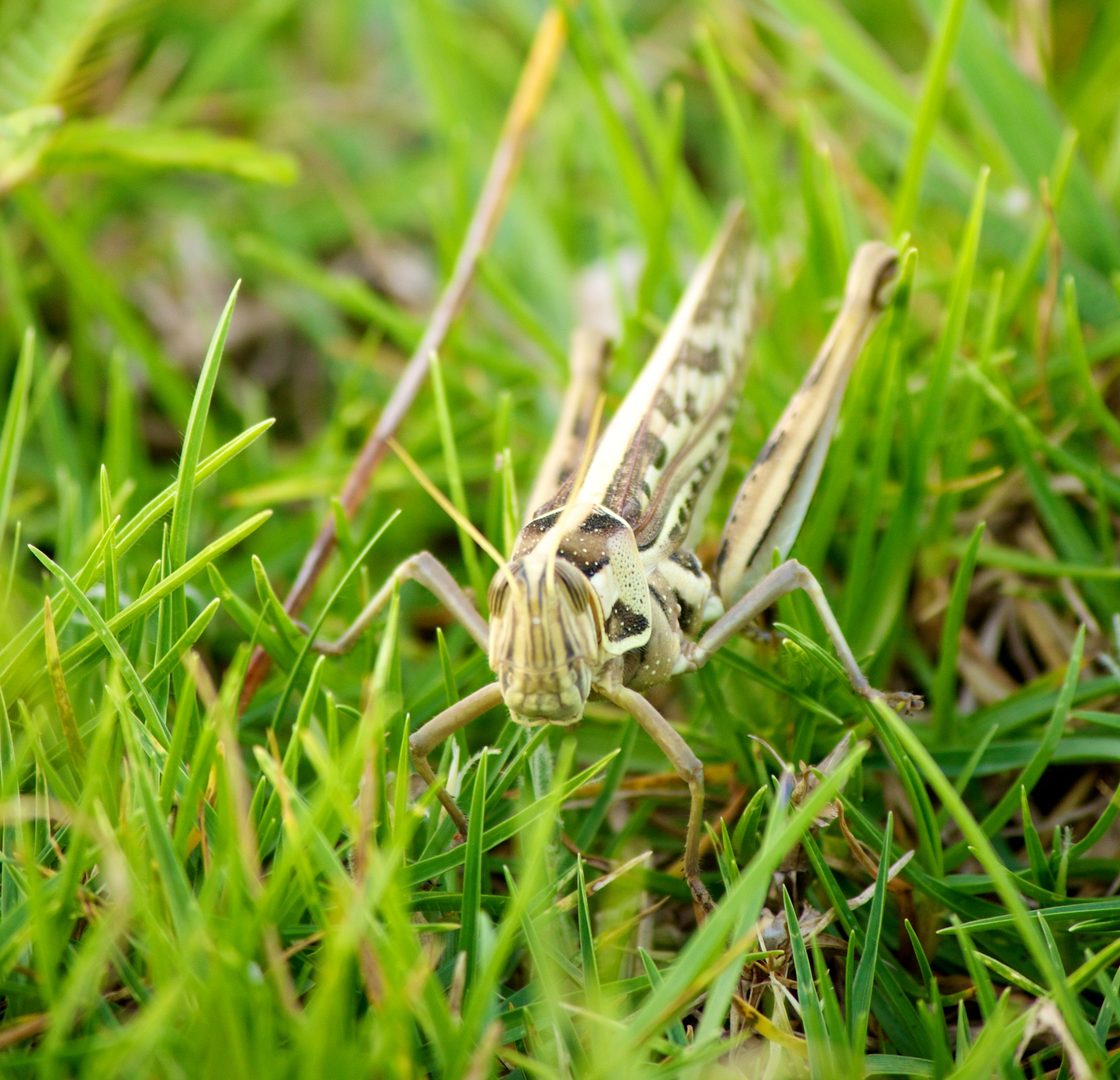
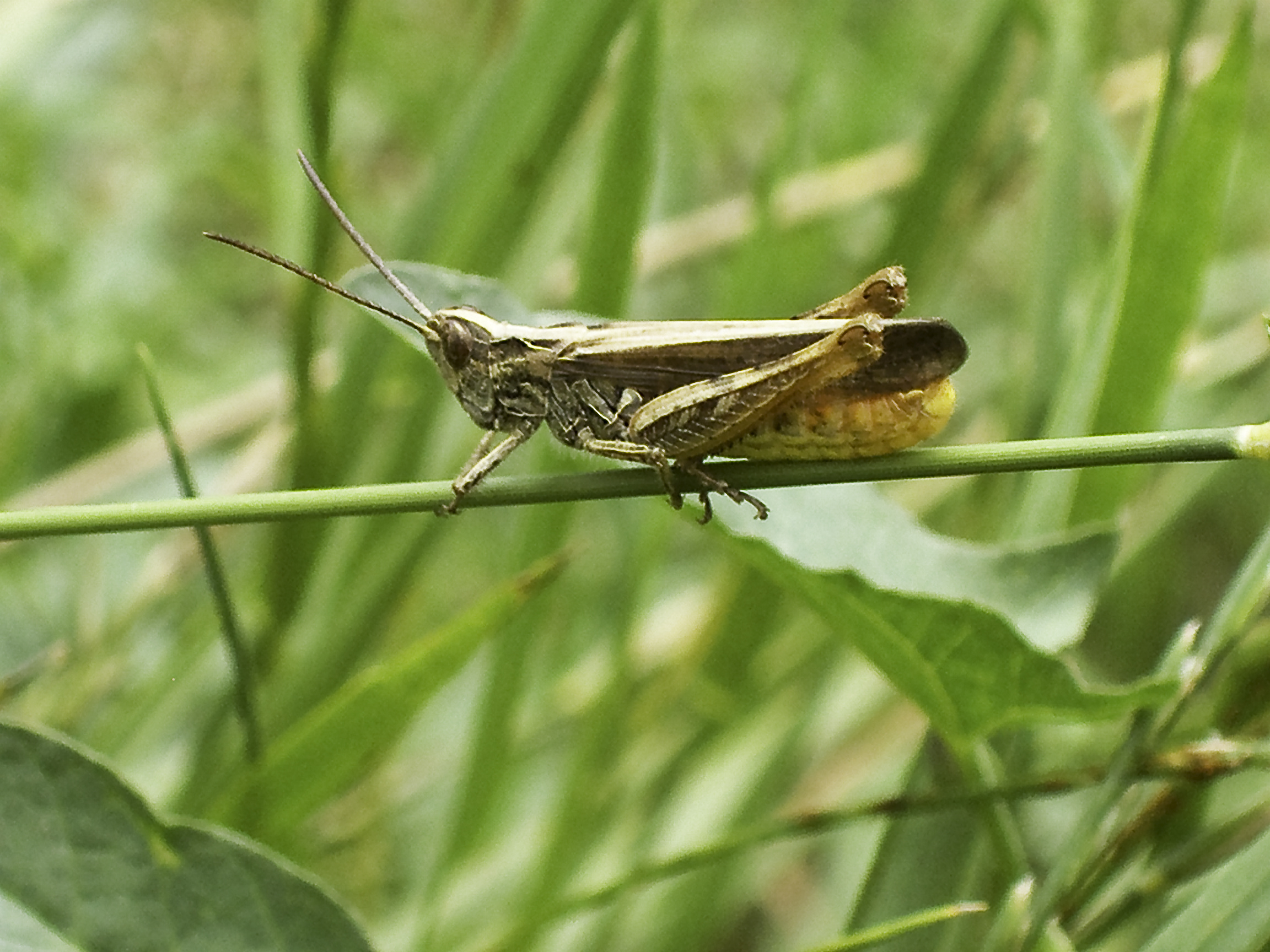
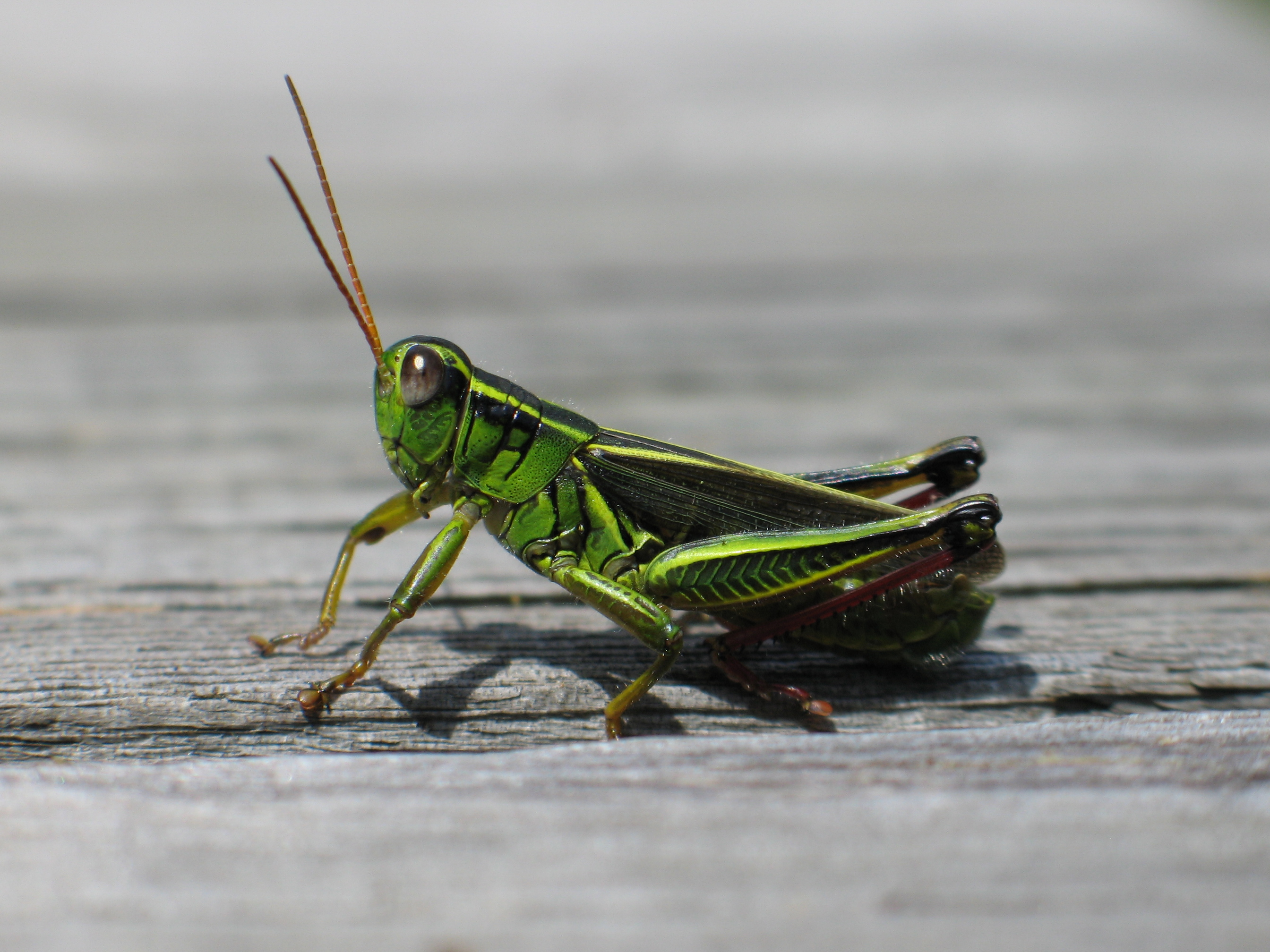
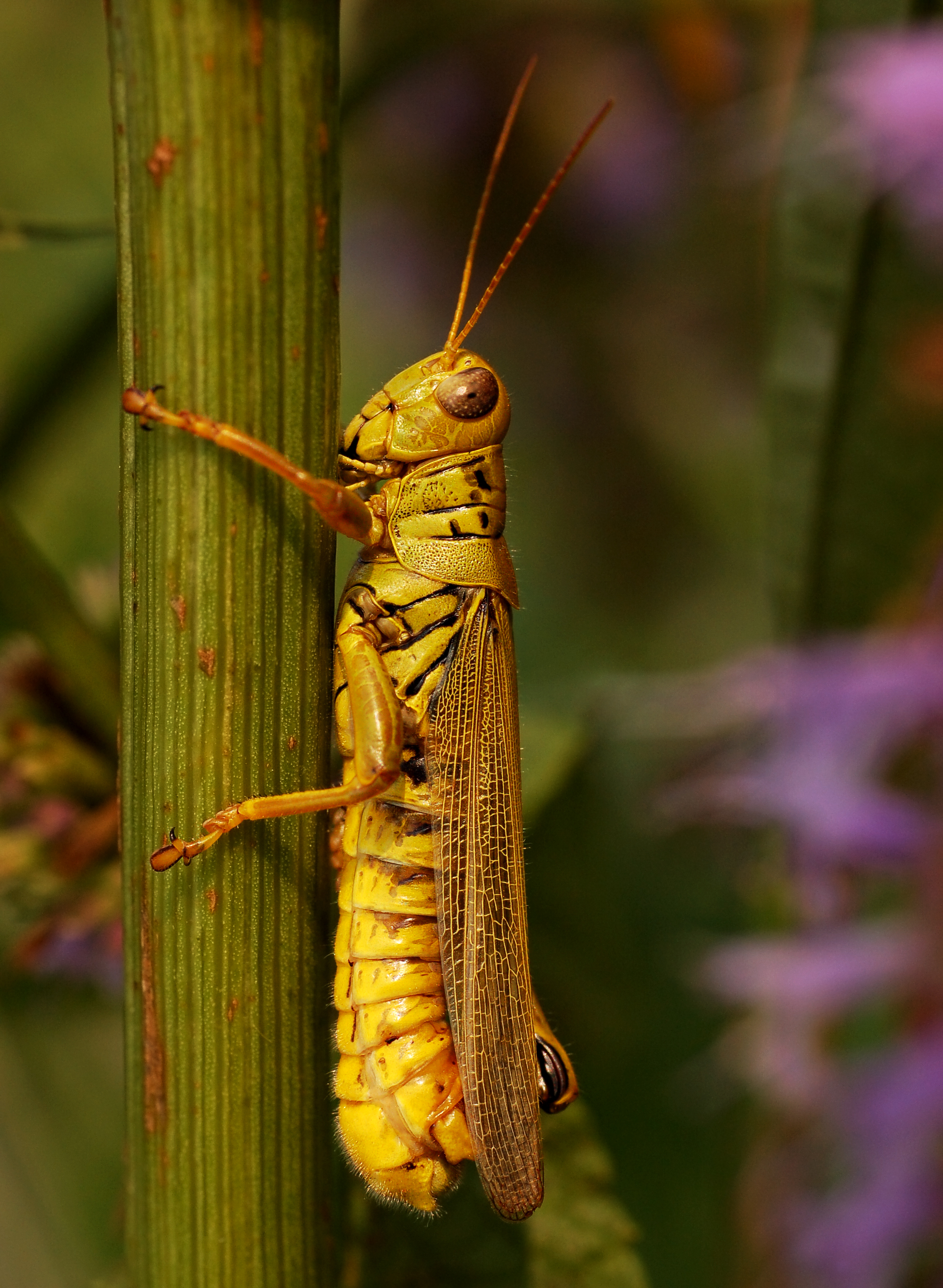
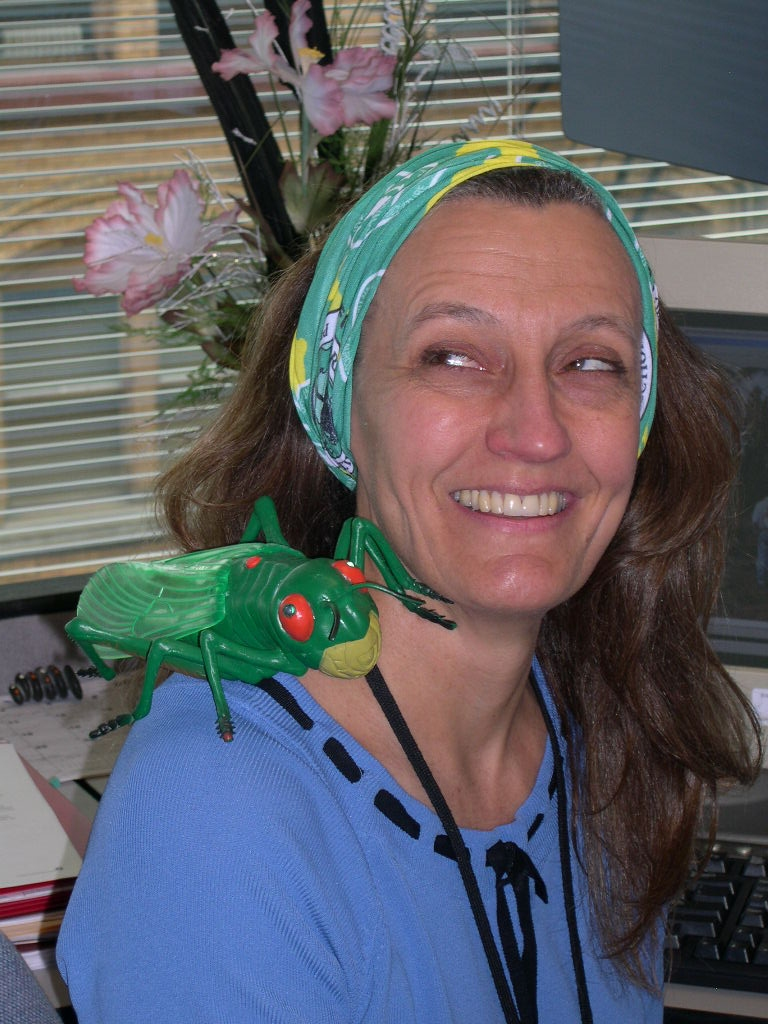